# F-15SE (航空機)
F-15SE
- 用途：戦闘機
- 分類：多用途戦闘機
- 製造者：ボーイングIDS社
- 初飛行：2010年7月8日
- 生産数：1機（デモンストレーター機）
- 運用状況：計画中止[1]
- ユニットコスト：1億USドル（2009年）
- 原型機：F-15E ストライクイーグル

F-15SEは、ボーイング社がマクドネル・ダグラスF-15E ストライクイーグルをベースに計画されていた戦闘爆撃機である。愛称はサイレントイーグル（Silent Eagle：沈黙の鷲の意）。

## 概要
F-15SEは、（1996年にボーイング社に合併される前の）マクドネル・ダグラス社製のF-15から改良・派生したF-15Eをベースとして、ウェポンベイ化したコンフォーマル・フューエル・タンク、レーダー波吸収材とキャノピーの素材変更、外側に10°傾斜させた垂直尾翼やエンジン吸気口にレーダーブロッカーを装備してステルス性の付与を図った輸出市場向け改修型である。なお、レーダーブロッカーについてはオプションで、標準装備ではないとされている。これらの改修により、機体前面のステルス性は、F-22、F-35などの第5世代ジェット戦闘機に匹敵する程度にまで向上させることが可能であるとしている。また、アビオニクスも、レーダーはAESAレーダーに、防御電子戦機器はプロフェッサーを統合したBAEシステムズ社製のデジタル式電子戦システム（DEWS）に、コックピットはF-35と同様のタッチパネル式大型液晶ディスプレイを取り入れた新型コックピットシステムに換装されることが発表されている。機体に関しては、元となるF-15Eよりさらに軽量に設計されており、さらなる低燃費化が図られている。コントロールシステムには最新のデジタル・フライ・バイ・ワイヤが装備される。
ウェポンベイ化したコンフォーマル・フューエル・タンクはコンフォーマル・ウェポンベイ（CWB）と呼ばれ、搭載する兵器によるレーダー断面積（RCS）の増大を回避する目的で装備しており、内部に搭載された兵器を使用する際は兵装ドアが開く。側面と下部の2箇所の兵装搭載ステーションを持ち、側面はレール・ランチャーを装備する空対空ミサイル専用であり、下部は空対空ミサイル・空対地兵器兼用となっている。空対空ミサイルのみを搭載する場合ではAIM-9とAIM-120でなら各2発、AIM-120だけなら最大4発まで搭載でき、空対地兵装は1,000lb JDAMなら2発、SDBなら8発が搭載可能であり、また搭載量こそ減少するものの燃料のスペースも設けられている。コンフォーマル・ウェポンベイは、F-15Eで使用されている、ダッシュ4コンフォーマル・フューエル・タンクと互換性があり、ボーイング公式の動画では、ステルス性より搭載量が要求される際は30分で交換できるとしている。前述のコンフォーマル・フューエル・タンクを装備していない場合の戦闘行動半径はF-15Eより短くなるが、ボーイングでは搭載電子機器の小型軽量化などにより胴体内に燃料タンクを追加することが可能になり、加えて垂直尾翼を傾けることで機体後部でも大きな揚力を発生させられるようになるため、航続性能が向上し、同じ兵器搭載形態・ミッションプロファイルで飛行を行った場合のF-15Eと比べた戦闘行動半径の減少は、約20%に留まるとされている。なお、このコンフォーマル・ウェポンベイはコリア・エアロスペース・インダストリーズ（KAI）が設計・開発・製造に参画することでボーイング社と合意されており、採用国があればKAIで行われる予定である。
このSE型は、2009年3月17日にシアトルのボーイング社で発表され、2010年7月8日にセントルイス空港において、F-15SEのデモ機であるF-15E1の初飛行が、80分間にわたって秘密裏に行われた。 また、飛行中に左側のコンフォーマル・ウェポンベイの開閉を行い、そこにはAIM-120のテスト用ミサイルが装着されたが、発射は行わなかった。AIM-120の発射試験は同年7月14日に実施され、成功している。
現在も開発は続けられており、フライ・バイ・ワイヤ操縦システムやDEWSは2012年中に量産型が完成し、新型コックピットシステムの量産移行と、コンフォーマル・ウェポンベイや垂直尾翼の最終形態風洞試験は2015年から始まる予定。また、F-15SE用に開発された技術は米空軍のF-15Eやその輸出型にも順次適用されていく見込みである。
2014年7月30日、デモンストレータ機にJHMCS II/Hがインテグレーションされた。

## 輸出
2009年記事によれば、その時点でF-15ファミリーを採用しているアメリカ空軍以外の5ヶ国（イスラエル・サウジアラビア・日本・韓国・シンガポール）に提案しており、今後、提携する総合商社を通じて販売を行っていくとしている。1機あたり1億USドル（当時為替で約100億円、2024年3月時点為替では約150億円）で販売する予定だが、採用した国はない。
アメリカ外交筋からの話では、イスラエルのベンヤミン・ネタニヤフ首相が2010年7月6日に行われたオバマ大統領との直接会談の際にF-15SEの輸出を促進してほしい旨を要請したが、オバマ大統領はこの要請に対しての返答はしなかった。その後イスラエルはF-35を採用している。
韓国ではボーイング社と2009年よりF-15SEに関する暫定的な協議を重ねてきているが、合衆国政府からの輸出ライセンスを取得するまで海外の顧客に販売することができないでいる。この件に関して2010年の頭にボーイング社は政府に対して輸出ライセンス取得の申請をおこなっている。その後、ボーイング社は2010年7月に輸出ライセンスを取得。同年11月には、韓国航空宇宙産業（KAI）と共同でF-15SEにおけるコンフォーマル・ウェポンベイの設計と製造を行っていく契約を締結した。KAI自体はF-15に関与することはこれが初めてではなく、以前にF-15KおよびF-15SGの翼と前部胴体を製造している。日本がF-35Aを採用したことで、韓国も日本の選択を真似ると見られており、販売の可能性は消えつつあるといった見解もあったが、韓国空軍のF-4E後継機たる第3次FXの60機において、F-15SEはRFPに応じている。2013年8月18日、韓国防衛事業庁は韓国軍が2017年から実戦配備する同計画において、欧州4ヶ国が共同開発したユーロファイターが入札書類の不備により脱落したと発表。F-35Aは入札額超過ですでに脱落しており、これによりF-15SEが最終候補となったと思われた。しかし、2013年9月24日、韓国防衛事業庁（DAAP）はF-15SE採用を否決し、入札を白紙からやり直す事を発表した。ゴールデンイーグル工学研究所の全ヨンフン所長は、この決定の理由について日本と竹島をめぐって紛争が起きた際、ステルス機を保有していない事で不利になるからだ、と指摘している。その後、韓国はF-35Aを40機導入することを事実上決定し、2018年から2022年1月までに40機の配置が完了した。